# Wertikal-1
Wertikal-1 – rakieta geofizyczna wystrzelona w ramach programu Interkosmos. Początek nowej serii doświadczeń krajów socjalistycznych przy użyciu rakiet typu Wertikal.

## Budowa rakiety
Rakieta pozwalała na powrót aparatury naukowej na Ziemię. Była rakietą jednostopniową, miała kształt cylindra o wysokości 23 metrów i średnicę 1,65 metra. Na jej wierzchołku znajdował się cylindryczny zasobnik, w którym umieszczana była aparatura pomocnicza. Nad zasobnikiem umocowany był zasobnik sferyczny o średnicy około 1,5 m. Zawierał aparaturę pomiarową i system spadochronowy. Była to konstrukcja identyczna z pierwszym członem rakiety nośnej Kosmos. Nośność rakiety wynosiła 1300 kg na wysokość 500 km. Rakieta wznosi się prawie pionowo – stąd jej nazwa Wertikal. W czasie kilkuminutowej pracy silników osiąga z prędkością 3 km/s wysokość 90 km. Po wyłączeniu silników rakieta nadal leci pionowo, stopniowo zmniejszając prędkość aż do wysokości 500 km. Z pułapu 500 km rakieta zaczyna swobodny spadek, rozpędzając się ponownie do 3 km/ s. Odległość od 90 km nad Ziemią do wierzchołka toru lotu i z powrotem do 100 km, przebywa w czasie około dziesięciu minut. Jest to okres funkcjonowania aparatury. Na wysokości 100 km zasobnik się zamyka i następnie oddziela od rakiety. Na wysokości sześciu kilometrów otwiera się duży spadochron. Sferyczny zasobnik jest jedynym elementem, który nie ulega zniszczeniu. Rakieta ulega zniszczeniu i spaleniu przy wejściu w gęste warstwy atmosfery. W rakiecie umieszczano kulisty zasobnik z aparaturą badawczą. Wybór tej rakiety ograniczał funkcjonowanie aparatury badawczej do około dziesięciu minut.

## Przebieg lotu badawczego
Start rakiety miał miejsce 28 listopada 1970 roku. Na wysokości 90 km otworzyła się osłona kulistego zasobnika i wysunęła się konsola z czujnikami aparatury pomiarowo-badawczej. Po osiągnięciu maksymalnej wysokości rakiety, w czasie opadania na wysokości 100 km nastąpiło zamknięcie osłon i oddzielenie się zasobnika z aparaturą. W czasie swobodnego spadku na wysokości 6 km otworzył się spadochron i nieuszkodzony zasobnik wylądował na Ziemi. Cały lot trwał piętnaście minut.

## Aparatura naukowa
Aparatura badawcza była zaprojektowana i zbudowana przez uczonych bułgarskich, czechosłowackich, wschodnioniemieckich, polskich, węgierskich i radzieckich. Specjaliści z tych krajów, z wyjątkiem Węgrów, uczestniczyli w montażu i badaniu aparatury, a także byli obecni przy starcie rakiety. Aparatura naukowa służyła do badań ultrafioletowego, rentgenowskiego i submilimetrowego promieniowania w atmosferze Ziemi, a także koncentracji elektronów i jonów dodatnich na różnych wysokościach. Ponadto badano temperaturę elektronów i mikrometeoryty. Stanowiło to kontynuację badań rozpoczętych przez Interkosmos 1 i Interkosmos 4.
Polską aparaturę przygotowali uczeni z Uniwersytetu Wrocławskiego. Był to spektroheliograf rentgenowski z baterią kamer fotograficznych dla krótkofalowego promieniowania rentgenowskiego. Instrument ten, umożliwiający otrzymanie zdjęć Słońca, o masie kilku kilogramów zaprojektował dr Zbigniew Kordylewski. Projekt badań opracował profesor Jan Mergentaler, który kierował też przebiegiem eksperymentu.